# Genesis Invitational
Het Genesis Invitational (voorheen Northern Trust Open) is een golftoernooi in de Verenigde Staten en maakt deel uit van de Amerikaanse PGA Tour. Het toernooi werd in 1926 opgericht als het Los Angeles Open. Sinds de oprichting vond het toernooi telkens plaats in en rond Los Angeles.

## Geschiedenis
Het toernooi werd in 1926 opgericht en bestond tot 1970 onder de oorspronkelijke naam. Daarna werd de naam een aantal keren gekoppeld aan de naam van een sponsor en sinds 1995 wordt alleen de naam van de titelsponsor gebruikt. Nissan is sponsor voor vijf jaar, mogelijk verandert de naam dus in 2013.
In de eerste twee decennia vond het toernooi meestal op verschillende golfbanen plaats zoals de Los Angeles Country Club, Wilshire Country Club, Riviera Country Club, Hillcrest Country Club en Harding Municipal Golf Course.
Van 1945 tot en met 1955 vond het toernooi plaats op de Riviera Country Club. Van 1956 tot 1972 vond het toernooi telkens plaats op de Rancho Park Golf Course
Sinds 1973 wordt het toernooi op de Riviera Country Club in Pacific Palisades, Californië, gespeeld. Alleen in 1983 moest het toernooi wijken voor het PGA Kampioenschap en in 1998 voor het US Senior Open.
Het komt zelden voor dat een PGA toernooi maar twee in plaats van vier rondes kan verwerken. Vanwege zeer zware regen was dit in 2005 het geval bij dit toernooi. Het toernooi eindigde op maandag met een play-off tussen Adam Scott en Chad Campbell. Voor winnaar Scott telt het niet als officiële overwinning, en kreeg hij vanwege het aangepaste schema geen twee jaren speelrecht toegewezen.
In 2007 maakte de golfer Rich Beem, tot op heden, de enige die een hole-in-one realiseerde op de 14e hole van de Riviera Country Club.
In 2009 creëerde het toernooi een wildcard voor een golfer die de vooruitgang van de diversiteit in het golfsport vertegenwoordigt en deze onderscheiding werd genoemd naar de zwarte golfer Charlie Sifford, die in 1969 het toernooi won. Sindsdien wordt de wildcard jaarlijks uitgereikt. Het meest opvallend was in 2011 waar de golfer Joseph Bramlett als een rookie een wildcard kreeg.

## Winnaars
| Jaar                                 | Baan                                        | Stad                                        | Winnaar                                     | Score                                       | Score                                       | 1ste prijs ($)                              | Prijzengeld                                 | Info                                                                        |
| Los Angeles Open                     | Los Angeles Open                            | Los Angeles Open                            | Los Angeles Open                            | Los Angeles Open                            | Los Angeles Open                            | Los Angeles Open                            | Los Angeles Open                            | Los Angeles Open                                                            |
| ------------------------------------ | ------------------------------------------- | ------------------------------------------- | ------------------------------------------- | ------------------------------------------- | ------------------------------------------- | ------------------------------------------- | ------------------------------------------- | --------------------------------------------------------------------------- |
| 1926                                 | Los Angeles Country Club                    | Los Angeles                                 | Harry Cooper                                | 279                                         | –7                                          | 3.500                                       | 10.000                                      |                                                                             |
| 1927                                 | El Caballero Country Club                   | Encino                                      | Bobby Cruickshank                           | 282                                         | –6                                          | 3.500                                       | 10.000                                      |                                                                             |
| 1928                                 | Wilshire Country Club                       | Los Angeles                                 | Macdonald Smith                             | 284                                         | par                                         | 3.500                                       | 10.000                                      |                                                                             |
| 1929                                 | Riviera Country Club                        | Los Angeles                                 | Macdonald Smith                             | 285                                         | +1                                          | 3.500                                       | 10.000                                      |                                                                             |
| 1930                                 | Riviera Country Club                        | Los Angeles                                 | Denny Shute                                 | 296                                         | +12                                         | 3.500                                       | 10.000                                      |                                                                             |
| 1931                                 | Wilshire Country Club                       | Los Angeles                                 | Ed Dudley                                   | 285                                         | +1                                          | 3.500                                       | 10.000                                      |                                                                             |
| 1932                                 | Hillcrest Country Club                      | Los Angeles                                 | Macdonald Smith                             | 281                                         | –3                                          | 2.000                                       | 7.500                                       |                                                                             |
| 1933                                 | Wilshire Country Club                       | Los Angeles                                 | Craig Wood                                  | 282                                         | –2                                          | 1.525                                       | 5.000                                       |                                                                             |
| 1934                                 | Los Angeles Country Club                    | Los Angeles                                 | Macdonald Smith                             | 280                                         | par                                         | 1.450                                       | 5.000                                       |                                                                             |
| 1935                                 | Los Angeles Country Club                    | Los Angeles                                 | Vic Ghezzi                                  | 285                                         | +5                                          | 1.075                                       | 5.000                                       |                                                                             |
| 1936                                 | Los Angeles Country Club                    | Los Angeles                                 | Jimmy Hines                                 | 280                                         | par                                         | 1.500                                       | 5.000                                       |                                                                             |
| 1937                                 | Harding Municipal Golf Course               | Los Angeles                                 | Harry Cooper                                | 274                                         | –10                                         | 2.500                                       | 8.000                                       |                                                                             |
| 1938                                 | Harding Municipal Golf Course               | Los Angeles                                 | Jimmy Thomson                               | 273                                         | –11                                         | 2.100                                       | 5.000                                       |                                                                             |
| 1939                                 | Harding Municipal Golf Course               | Los Angeles                                 | Jimmy Demaret                               | 274                                         | –10                                         | 1.650                                       | 5.000                                       |                                                                             |
| 1940                                 | Los Angeles Country Club                    | Los Angeles                                 | Lawson Little                               | 282                                         | +2                                          | 1.500                                       | 5.000                                       |                                                                             |
| 1941                                 | Riviera Country Club                        | Los Angeles                                 | Johnny Bulla                                | 281                                         | –3                                          | 3.500                                       | 10.000                                      |                                                                             |
| 1942                                 | Hillcrest Country Club                      | Los Angeles                                 | Ben Hogan                                   | 282                                         | –6                                          | 3.500                                       | 10.000                                      |                                                                             |
| 1943                                 | Niet gespeeld wegens de Tweede Wereldoorlog | Niet gespeeld wegens de Tweede Wereldoorlog | Niet gespeeld wegens de Tweede Wereldoorlog | Niet gespeeld wegens de Tweede Wereldoorlog | Niet gespeeld wegens de Tweede Wereldoorlog | Niet gespeeld wegens de Tweede Wereldoorlog | Niet gespeeld wegens de Tweede Wereldoorlog | Niet gespeeld wegens de Tweede Wereldoorlog                                 |
| 1944                                 | Wilshire Country Club                       | Los Angeles                                 | Harold McSpaden                             | 278                                         | –6                                          | 4.300                                       | 12.500                                      |                                                                             |
| 1945                                 | Riviera Country Club                        | Los Angeles                                 | Sam Snead                                   | 283                                         | –1                                          | 2.666                                       | 13.333                                      |                                                                             |
| 1946                                 | Riviera Country Club                        | Los Angeles                                 | Byron Nelson                                | 284                                         | par                                         | 2.667                                       | 13.333                                      |                                                                             |
| 1947                                 | Riviera Country Club                        | Los Angeles                                 | Ben Hogan                                   | 280                                         | –4                                          | 2.000                                       | 10.000                                      |                                                                             |
| 1948                                 | Riviera Country Club                        | Los Angeles                                 | Ben Hogan                                   | 275                                         | –9                                          | 2.000                                       | 10.000                                      |                                                                             |
| 1949                                 | Riviera Country Club                        | Los Angeles                                 | Lloyd Mangrum                               | 284                                         | par                                         | 2.600                                       | 15.000                                      |                                                                             |
| 1950                                 | Riviera Country Club                        | Los Angeles                                 | Sam Snead                                   | 280                                         | –4                                          | 2.600                                       | 15.000                                      |                                                                             |
| 1951                                 | Riviera Country Club                        | Los Angeles                                 | Lloyd Mangrum                               | 280                                         | –4                                          | 2.600                                       | 15.000                                      |                                                                             |
| 1952                                 | Riviera Country Club                        | Los Angeles                                 | Tommy Bolt                                  | 289                                         | +5                                          | 4.000                                       | 17.500                                      | Joe Louis was de eerste Afrikaans-Amerikaanse deelnemer in een PGA Toernooi |
| 1953                                 | Riviera Country Club                        | Los Angeles                                 | Lloyd Mangrum                               | 280                                         | –4                                          | 2.750                                       | 20.000                                      |                                                                             |
| 1954                                 | Riviera Country Club                        | Los Angeles                                 | Fred Wampler                                | 281                                         | –3                                          | 4.000                                       | 20.000                                      |                                                                             |
| 1955                                 | Riviera Country Club                        | Los Angeles                                 | Gene Littler                                | 276                                         | –8                                          | 5.000                                       | 25.000                                      |                                                                             |
| 1956                                 | Rancho Park Golf Course                     | Los Angeles                                 | Lloyd Mangrum                               | 272                                         | –12                                         | 6.000                                       | 32.500                                      |                                                                             |
| 1957                                 | Rancho Park Golf Course                     | Los Angeles                                 | Doug Ford                                   | 280                                         | –4                                          | 7.000                                       | 37.500                                      |                                                                             |
| 1958                                 | Rancho Park Golf Course                     | Los Angeles                                 | Frank Stranahan                             | 275                                         | –9                                          | 7.000                                       | 35.000                                      |                                                                             |
| 1959                                 | Rancho Park Golf Course                     | Los Angeles                                 | Ken Venturi                                 | 278                                         | –6                                          | 5.300                                       | 35.000                                      |                                                                             |
| 1960                                 | Rancho Park Golf Course                     | Los Angeles                                 | Dow Finsterwald                             | 280                                         | –4                                          | 5.500                                       | 44.500                                      |                                                                             |
| 1961                                 | Rancho Park Golf Course                     | Los Angeles                                 | Bob Goalby                                  | 275                                         | –9                                          | 7.500                                       | 50.000                                      |                                                                             |
| 1962                                 | Rancho Park Golf Course                     | Los Angeles                                 | Phil Rodgers                                | 268                                         | –16                                         | 7.500                                       | 50.000                                      |                                                                             |
| 1963                                 | Rancho Park Golf Course                     | Los Angeles                                 | Arnold Palmer                               | 274                                         | –10                                         | 9.000                                       | 50.000                                      |                                                                             |
| 1964                                 | Rancho Park Golf Course                     | Los Angeles                                 | Paul Harney                                 | 280                                         | –4                                          | 7.500                                       | 50.000                                      |                                                                             |
| 1965                                 | Rancho Park Golf Course                     | Los Angeles                                 | Paul Harney                                 | 276                                         | –8                                          | 12.000                                      | 75.000                                      |                                                                             |
| 1966                                 | Rancho Park Golf Course                     | Los Angeles                                 | Arnold Palmer                               | 273                                         | –11                                         | 11.000                                      | 75.000                                      |                                                                             |
| 1967                                 | Rancho Park Golf Course                     | Los Angeles                                 | Arnold Palmer                               | 269                                         | –15                                         | 20.000                                      | 100.000                                     |                                                                             |
| 1968                                 | Brookside Golf Club                         | Pasadena                                    | Billy Casper                                | 274                                         | –10                                         | 20.000                                      | 100.000                                     |                                                                             |
| 1969                                 | Rancho Park Golf Course                     | Los Angeles                                 | Charlie Sifford                             | 276                                         | –8                                          | 20.000                                      | 100.000                                     | eerste Afrikaans-Amerikaans PGA lid wint toernooi                           |
| 1970                                 | Rancho Park Golf Course                     | Los Angeles                                 | Billy Casper                                | 276                                         | –8                                          | 20.000                                      | 100.000                                     |                                                                             |
| Glen Campbell-Los Angeles Open       |                                             |                                             |                                             |                                             |                                             |                                             |                                             |                                                                             |
| 1971                                 | Rancho Park Golf Course                     | Los Angeles                                 | Bob Lunn                                    | 274                                         | –10                                         | 22.000                                      | 110.000                                     |                                                                             |
| 1972                                 | Rancho Park Golf Course                     | Los Angeles                                 | George Archer                               | 270                                         | –14                                         | 25.000                                      | 125.000                                     |                                                                             |
| 1973                                 | Riviera Country Club                        | Los Angeles                                 | Rod Funseth                                 | 276                                         | –8                                          | 27.000                                      | 135.000                                     |                                                                             |
| 1974                                 | Riviera Country Club                        | Los Angeles                                 | Dave Stockton                               | 276                                         | –8                                          | 30.000                                      | 150.000                                     |                                                                             |
| 1975                                 | Riviera Country Club                        | Los Angeles                                 | Pat Fitzsimons                              | 275                                         | –9                                          | 30.000                                      | 150.000                                     |                                                                             |
| 1976                                 | Riviera Country Club                        | Los Angeles                                 | Hale Irwin                                  | 272                                         | –12                                         | 37.000                                      | 185.000                                     |                                                                             |
| 1977                                 | Riviera Country Club                        | Los Angeles                                 | Tom Purtzer                                 | 273                                         | –11                                         | 40.000                                      | 225.000                                     |                                                                             |
| 1978                                 | Riviera Country Club                        | Los Angeles                                 | Gil Morgan                                  | 278                                         | –6                                          | 40.000                                      | 225.000                                     |                                                                             |
| 1979                                 | Riviera Country Club                        | Los Angeles                                 | Lanny Wadkins                               | 276                                         | –8                                          | 45.000                                      | 250.000                                     |                                                                             |
| 1980                                 | Riviera Country Club                        | Los Angeles                                 | Tom Watson                                  | 276                                         | –8                                          | 45.000                                      | 250.000                                     |                                                                             |
| 1981                                 | Riviera Country Club                        | Los Angeles                                 | Johnny Miller                               | 270                                         | –14                                         | 54.000                                      | 300.000                                     |                                                                             |
| 1982                                 | Riviera Country Club                        | Los Angeles                                 | Tom Watson                                  | 271                                         | –13                                         | 54.000                                      | 300.000                                     |                                                                             |
| 1983                                 | Rancho Park Golf Course                     | Los Angeles                                 | Gil Morgan                                  | 270                                         | –14                                         | 54.000                                      | 300.000                                     |                                                                             |
| Los Angeles Open                     |                                             |                                             |                                             |                                             |                                             |                                             |                                             |                                                                             |
| 1984                                 | Riviera Country Club                        | Los Angeles                                 | David Edwards                               | 279                                         | –5                                          | 72.000                                      | 400.000                                     |                                                                             |
| 1985                                 | Riviera Country Club                        | Los Angeles                                 | Lanny Wadkins                               | 264                                         | –20                                         | 72.000                                      | 400.000                                     |                                                                             |
| 1986                                 | Riviera Country Club                        | Los Angeles                                 | Doug Tewell                                 | 270                                         | –14                                         | 81.000                                      | 450.000                                     |                                                                             |
| Los Angeles Open presented by Nissan |                                             |                                             |                                             |                                             |                                             |                                             |                                             |                                                                             |
| 1987                                 | Riviera Country Club                        | Los Angeles                                 | T. C. Chen                                  | 275                                         | –9                                          | 108.000                                     | 600.000                                     | enige overwinning in de VS                                                  |
| 1988                                 | Riviera Country Club                        | Los Angeles                                 | Chip Beck                                   | 267                                         | –17                                         | 135.000                                     | 750.000                                     |                                                                             |
| Nissan Los Angeles Open              |                                             |                                             |                                             |                                             |                                             |                                             |                                             |                                                                             |
| 1989                                 | Riviera Country Club                        | Los Angeles                                 | Mark Calcavecchia                           | 272                                         | –12                                         | 180.000                                     | 1.000.000                                   |                                                                             |
| 1990                                 | Riviera Country Club                        | Los Angeles                                 | Fred Couples                                | 266                                         | –18                                         | 180.000                                     | 1.000.000                                   |                                                                             |
| 1991                                 | Riviera Country Club                        | Los Angeles                                 | Ted Schulz                                  | 272                                         | –12                                         | 180.000                                     | 1.000.000                                   |                                                                             |
| 1992                                 | Riviera Country Club                        | Los Angeles                                 | Fred Couples                                | 269                                         | –15                                         | 180.000                                     | 1.000.000                                   | Tiger Wood speelde mee als amateur                                          |
| 1993                                 | Riviera Country Club                        | Los Angeles                                 | Tom Kite                                    | 206                                         | –7                                          | 180.000                                     | 1.000.000                                   |                                                                             |
| 1994                                 | Riviera Country Club                        | Los Angeles                                 | Corey Pavin                                 | 271                                         | –13                                         | 180.000                                     | 1.000.000                                   |                                                                             |
| Nissan Open                          |                                             |                                             |                                             |                                             |                                             |                                             |                                             |                                                                             |
| 1995                                 | Riviera Country Club                        | Los Angeles                                 | Corey Pavin                                 | 268                                         | –16                                         | 216.000                                     | 1.200.000                                   |                                                                             |
| 1996                                 | Riviera Country Club                        | Los Angeles                                 | Craig Stadler                               | 278                                         | –6                                          | 216.000                                     | 1.200.000                                   |                                                                             |
| 1997                                 | Riviera Country Club                        | Los Angeles                                 | Nick Faldo                                  | 272                                         | –12                                         | 252.000                                     | 1.400.000                                   |                                                                             |
| 1998                                 | Valencia Country Club                       | Valencia                                    | Billy Mayfair                               | 272                                         | –12                                         | 378.000                                     | 2.100.000                                   |                                                                             |
| 1999                                 | Riviera Country Club                        | Los Angeles                                 | Ernie Els                                   | 270                                         | –14                                         | 504.000                                     | 2.800.000                                   |                                                                             |
| 2000                                 | Riviera Country Club                        | Los Angeles                                 | Kirk Triplett                               | 272                                         | –12                                         | 558.000                                     | 3.100.000                                   |                                                                             |
| 2001                                 | Riviera Country Club                        | Los Angeles                                 | Robert Allenby                              | 276                                         | –8                                          | 612.000                                     | 3.400.000                                   |                                                                             |
| 2002                                 | Riviera Country Club                        | Los Angeles                                 | Len Mattiace                                | 269                                         | –15                                         | 666.000                                     | 3.700.000                                   |                                                                             |
| 2003                                 | Riviera Country Club                        | Los Angeles                                 | Mike Weir                                   | 275                                         | –9                                          | 810.000                                     | 4.500.000                                   |                                                                             |
| 2004                                 | Riviera Country Club                        | Los Angeles                                 | Mike Weir                                   | 267                                         | –17                                         | 864.000                                     | 4.800.000                                   |                                                                             |
| 2005                                 | Riviera Country Club                        | Los Angeles                                 | Adam Scott po                               | 133                                         | 9                                           | 864.000                                     | 4.800.000                                   | Scott won de play-off van Chad Campbell                                     |
| 2006                                 | Riviera Country Club                        | Los Angeles                                 | Rory Sabbatini                              | 271                                         | –13                                         | 918.000                                     | 5.100.000                                   |                                                                             |
| 2007                                 | Riviera Country Club                        | Los Angeles                                 | Charles Howell III po                       | 268                                         | –16                                         | 936.000                                     | 5.200.000                                   | Howell won de play-off van Mickelson op hole 3                              |
| Northern Trust Open                  |                                             |                                             |                                             |                                             |                                             |                                             |                                             |                                                                             |
| 2008                                 | Riviera Country Club                        | Los Angeles                                 | Phil Mickelson                              | 272                                         | –12                                         | 1.116.000                                   | 6.200.000                                   |                                                                             |
| 2009                                 | Riviera Country Club                        | Los Angeles                                 | Phil Mickelson                              | 269                                         | –15                                         | 1.134.000                                   | 6.300.000                                   |                                                                             |
| 2010                                 | Riviera Country Club                        | Los Angeles                                 | Steve Stricker                              | 268                                         | –16                                         | 1.152.000                                   | 6.400.000                                   |                                                                             |
| 2011                                 | Riviera Country Club                        | Los Angeles                                 | Aaron Baddeley                              | 272                                         | –12                                         | 1.170.000                                   | 6.500.000                                   |                                                                             |
| 2012                                 | Riviera Country Club                        | Los Angeles                                 | Bill Haas                                   | 277                                         | –7                                          | 1,188,000                                   | 6.600.000                                   |                                                                             |
| 2013                                 | Riviera Country Club                        | Los Angeles                                 | John Merrick po                             | 273                                         | –11                                         | 1.188.000                                   | 6.600.000                                   | Play-off op 2de hole gewonnen van Charlie Beljan                            |
| 2014                                 | Riviera Country Club                        | Los Angeles                                 | Bubba Watson                                | 269                                         | –15                                         | 1.206.000                                   | 6.700.000                                   |                                                                             |
| 2014                                 | Riviera Country Club                        | Los Angeles                                 | James Hahn po                               | 278                                         | –6                                          |                                             |                                             |                                                                             |

| Toernooirecord |

## Meervoudige winnaars
- 4 keer gewonnen
  - Macdonald Smith: 1928, 1929, 1932, 1934
  - Lloyd Mangrum: 1949, 1951, 1953, 1956
- 3 keer gewonnen
  - Ben Hogan: 1942, 1947, 1948
  - Arnold Palmer: 1963, 1966, 1967
- 2 keer gewonnen
  - Harry Cooper: 1926, 1937
  - Sam Snead: 1945, 1950
  - Paul Harney: 1964, 1965
  - Billy Casper: 1968, 1970
  - Tom Watson: 1980, 1982
  - Gil Morgan: 1978, 1983
  - Lanny Wadkins: 1979, 1985
  - Fred Couples: 1990, 1992
  - Corey Pavin: 1994, 1995
  - Mike Weir: 2003, 2004
  - Phil Mickelson: 2008, 2009

## Trivia
- In 1955 werd eenmalig een Los Angeles Open voor de damestour gespeeld. Het werd gewonnen door de 21-jarige Louise Suggs, in 1950 een van de oprichtsters van de Ladies Professional Golf Association.
- Er bestaat ook een tennistoernooi dat vroeger zo genoemd werd, het ATP-toernooi van Los Angeles.